# Mason City (Nebraska)
Mason City – wieś w Stanach Zjednoczonych, w stanie Nebraska, w hrabstwie Custer.